# وزارت آیوش
وزارت آیوش (انگلیسی: Ministry of Ayush) یک وزارتخانه در دولت هند است که سیستم‌های طب سنتی مانند آیورودا، یوگا، طبیعت درمانی، طب یونانی، سیدا و هوموئوپاتی را ترویج و تنظیم می‌کند. در سال ۲۰۱۴ به منظور توسعه و هماهنگی سیاست‌ها برای رشد، توسعه و انتشار این سیستم‌های طب سنتی تأسیس شد.
هدف این وزارتخانه این است که این سیستم‌های سنتی پزشکی را در سیستم ملی ارائه مراقبت‌های بهداشتی ادغام کند. ارزش این سیستم‌ها را در ارائه راه حل‌های کل نگر و طبیعی برای بیماری‌ها و شرایط مختلف سلامت می‌شناسند. این وزارتخانه فعالیت‌های تحقیق و توسعه را برای افزایش کارایی، ایمنی و کیفیت این سیستم‌های سنتی انجام می‌دهد. همچنین از توسعه زیرساخت‌ها و منابع انسانی برای تمرین و آموزش این سیستم‌ها حمایت می‌کند.
این وزارتخانه از طریق برنامه‌های مختلف خود به دنبال ایجاد آگاهی و درک در مورد مزایای آیورودا، یوگا، طبیعت درمانی، طب یونانی، سیدا و هومیوپاتی است. این افراد را تشویق می‌کند تا شیوه‌های زندگی سالم را اتخاذ کنند و به دنبال درمان‌های طبیعی برای مشکلات سلامتی خود باشند. این وزارتخانه با سازمان‌های ملی و بین‌المللی برای ترویج و عمومیت بخشیدن به این سیستم‌های سنتی پزشکی همکاری می‌کند. تبادل دانش، یافته‌های پژوهشی و بهترین شیوه‌ها در این زمینه‌ها را تسهیل می‌کند.
وزارت آیوش همچنین حمایت مالی و مشوق‌هایی را برای ایجاد و گسترش امکانات مراقبت‌های بهداشتی بر اساس این سیستم‌های سنتی ارائه می‌دهد. در دسترس بودن داروها و گزینه‌های درمانی مقرون به صرفه را برای عموم مردم تسهیل می‌کند.
به‌طور کلی، وزارت آیوش نقش مهمی در حفظ، ترویج و تنظیم سیستم‌های سنتی پزشکی در هند دارد. تلاش برای ایجاد جامعه ای سالم‌تر با ادغام این سیستم‌ها در سیستم اصلی مراقبت‌های بهداشتی و در دسترس قرار دادن آنها برای همه.